# نووا ویش نیه‌خانووسکا
نووا ویش نگخانووسکا (به لاتین: Nowa Wieś Niechanowska) یک روستا در لهستان است که در گمینا نگخانووو واقع شده‌است.